# Катого
Катого — традиционное блюдо угандийской кухни, основой которого являются крахмалистые бананы матоке с подливой из мяса, субпродуктов или бобов.

## Происхождение
Катого происходит из Западной и Центральной Уганды, где первоначально считался едой для бедных. В настоящее время это блюдо известно в большинстве регионов Уганды и наиболее часто подается на завтрак. Популярность привела к появлению множества вариантов катого. Меняться может как основа — например, вместо матоке берутся бататы или маниок, так и соус (субпродукты, говядина, арахис или бобы).

## Приготовление
Несмотря на множество вариантов, основным является тот, где основу составляют матоке, а соус делается из субпродуктов. Матоке — это особый вид крахмалистых зеленых бананов, обычно отваривается на пару. Для катого сначала на медленном огне готовится подлива, затем матоке тушится с ней до готовности.